# Peut-être qu'on n'a pas le même humour
Pour plus de détails, voir Fiche technique et Distribution.
Peut-être qu'on n'a pas le même humour est une comédie française réalisée par Thomas Seban et sortie en 2013.

## Fiche technique
- Titre : Peut-être qu'on n'a pas le même humour
- Réalisation : Thomas Seban
- Scénario : Thomas Seban
- Musique : Jonathan Goyvaertz
- Photographie : Thomas Seban
- Montage : Maxime Delayat et Thomas Seban
- Producteur : Alain et Thomas Seban
- Production : 2euxième acte
- Distribution : Chamade
- Pays :  France
- Durée : 79 minutes
- Genre : comédie
- Dates de sortie :
  -  France : 31 juillet 2013

## Distribution
- Sidney Goyvaertz
- Julien Vérité

## Réception
Les premières critiques de la presse sont négatives. Pour Critikat.com : « On imagine que l’idée de départ se voulait politiquement incorrecte, le résultat est tout simplement très ennuyeux. » Pour Télérama : « L'abattage des deux acteurs (Sidney Goyvaertz et Julien Vérité) ne suffit plus à masquer la désinvolture et l'absurdité mal maîtrisée de cet ovni au noir et blanc charbonneux. »